# Elek Fényes

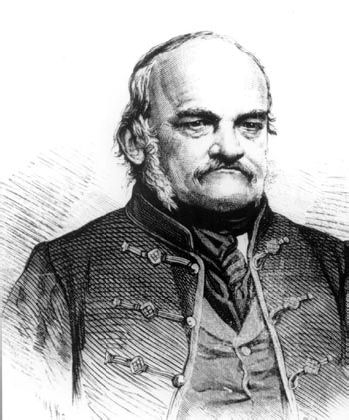
Elek Fényes

Elek Fényes (även känd som Alexius Fényes), född 7 juli 1807 i Csokaj (i Bihar vármegye), död 23 juli 1876 i Újpest, Budapest, var en ungersk geograf och statistiker.
Fényes, som ursprungligen varit verksam som advokat, utgav efter flera års resor och forskning bland annat Magyarországnaks a hozzá kapcsolt tartományoknak mostani állapota etc. (sex band, 1836-40; Ungerns och dess biländers geografi och statistik), ett gediget arbete, prisbelönt av Ungerska akademien och Magyarország statisztikájá (tre band, 1842-43; Ungerns statistik). 
Fényes invaldes 1837 som ledamot av Ungerska akademien. År 1848 kallades han till chef för den statistiska avdelningen av ungerska inrikesministeriet och 1849 till ordförande i krigsdomstolen i Pest.